# Kiczmieńga (wieś)
Kiczmieńga (ros. Кичменьга) – wieś (sieło) w Rosji, w obwodzie wołogodzkim, w rejonie kiczmiengsko-gorodieckim. W 2010 roku liczyła 193 mieszkańców.